# Fritz Gericke
Fritz Gericke (auch: Friedrich Gericke, * 1897 auf Sumatra; † 1958 in Berlin) war ein deutscher Schriftsteller und während der NS-Zeit bis 1935 ein Funktionär der neuheidnischen Deutschen Glaubensbewegung (DG).

## Leben
Nach dem Notabitur 1915 am Wilhelm-Dörpfeld-Gymnasium in Wuppertal diente Gericke im Ersten Weltkrieg als Soldat und wurde schwer verletzt. Nach dem Krieg studierte er an der Universität Breslau Philosophie, Germanistik und Geschichte. Nach seiner Promotion 1922 begann er, als Schriftsteller tätig zu werden. 1933 trat er dem Köngener Bund bei, der später in der Deutschen Glaubensbewegung aufging. Er galt als enger Vertrauter des Gründers der DG, Jakob Wilhelm Hauer, mit dem er einen umfangreichen Briefwechsel unterhielt.
Der Historiker Schaul Baumann beschreibt Gericke als „hochrangigen Führer der DG“. Auf einer Veranstaltung der DG in Berlin 1934 trat er neben dem Reichstagsabgeordneten Ernst zu Reventlow als Hauptredner auf. Reventlow hatte neben Hauer die Funktion des Vorsitzenden der DG inne. Gericke war einer der Herausgeber und Mitarbeiter der Zeitschrift der DG Deutscher Glaube und behandelte in seinen Beiträgen vor allem Erziehungsfragen. Er war darüber hinaus als Pressereferent der DG tätig.
1935 war er Leiter der Landesgemeinde der DG in Berlin und maßgeblich an der Organisation der größten Veranstaltung der Bewegung im Berliner Sportpalast am 26. April 1935 beteiligt, an der laut Gericke 18.000 Personen teilnahmen. Die Veranstaltung habe den Höhepunkt der Geschichte der DG dargestellt.
Nach der Veranstaltung forderte der Hauptorganisator der DG Wilhelm Heßberg, im Zusammenhang mit einer „Überprüfung der Tauglichkeit der Führung,“ den „freiwilligen oder unfreiwilligen Rücktritt“ Gerickes. Im Juni 1935 hatte Gericke noch seine Führungsqualitäten durch die Formulierung eines Programms unter Beweis stellen wollen. Am 28. Juli 1935 trat er im Einvernehmen mit Hauer von seinem Amt zurück. Den Mitgliedern gegenüber wurden gesundheitliche Gründe als Rücktrittsgrund genannt. Laut Ulrich Nanko war der Rücktritt tatsächlich ein „Sturz“ Gerickes, der sich gegen Programm und Ziele der DG richtete. Der vollständige Führungswechsel – Hauer erklärte im April 1936 seinen Rücktritt – war Nanko zufolge Ergebnis von Bestrebungen nationalsozialistischer Mitglieder, der DG ihren Willen „mit allen Mitteln aufzudrücken“. Eine in der DG aktive Gruppe von Nationalsozialisten habe sie zum verlängerten Arm der SS im Kampf gegen die christlichen Kirchen machen wollen. Entweder Heinrich Himmler und Reinhard Heydrich oder nachgeordnete Stellen von SS und SD hätten hinter den Rücktrittsforderungen gegen Gericke und Hauer gestanden. Kritiker warfen Gericke und Hauer u. a. vor, die Konfrontation mit den christlichen Kirchen in einem „adligen Ton“ zu führen. Es sei jedoch eine härtere Form der Konfrontation gegen den „Hauptfeind“ in Rom erforderlich. Die DG habe in dieser Frage „Vortrupp“ der NSDAP zu sein. Gericke und Hauer hätten diese Anforderung nicht erfüllt. Erst nach dem Weggang Gerickes und Hauers sei, so Nanko, die DG in eine nationalsozialistische Phase eingetreten.
Nach dem Krieg war Gericke als Journalist und Schriftsteller tätig. Bis zu seinem Tod unterhielt er einen intensiven Briefwechsel mit Jakob Wilhelm Hauer über religiöse Fragen.

## Eigene Schriften
- Glaube aus dem Blut. Vom Kampf um das Bekenntnis, Stuttgart 1934 (Schriften zur deutschen Glaubensbewegung, Heft 3).
- Der Glaube des Soldaten, Berlin 1940.
- Germanisch-deutsche Glaubensgeschichte, Stuttgart 1942.
- Der neue Glaube, Stuttgart 1943.